# بیارکه اینگلس
بیارکه اینگلس (انگلیسی: Bjarke Ingels؛ زادهٔ ۲ اکتبر ۱۹۷۴) معمار اهل دانمارک است. در سال 2011 وال استریت جورنال از او به عنوان نوآور سال جهان معماری یاد کرد. 